# Vaccinium simulans
Vaccinium simulans är en ljungväxtart som beskrevs av Herman Otto Sleumer. Vaccinium simulans ingår i Blåbärssläktet, och familjen ljungväxter. Utöver nominatformen finns också underarten V. s. leptopodum.